# Флавий Децим
Флавий Децим (лат. Flavius Decimus) — римский политический деятель и сенатор конца III века.

## Биография
Децим, возможно, был внуком Тита Флавия Децима, проконсула Африки в 209 году. О нём известно крайне немного. В 289 году он занимал должность консула-суффекта.
В тот год было ещё пять суффектов: Марк Умбрий Прим, Тит Флавий Коэлиан, Цейоний Прокул, Гельвий Клемент, Аниний Максим.